# Carlo III di Aquitania
Carlo, detto il Bambino (Francoforte sul Meno, 847/8 – Buzançais, 29 settembre 866), dall'855 fu re d'Aquitania.

## Origine
Figlio secondogenito del re dei Franchi occidentali e futuro Imperatore d'Occidente (875-877), Carlo il Calvo e della prima moglie, la nipote di Adalardo il Siniscalco, Ermentrude (ca. 830-†869), figlia del conte di Orleans, Oddone (o Eudes) I e d'Engeltrude di Fézensac (sorella di Adalardo), forse discendente di Carlo Martello.

## Biografia
Dopo che suo padre, Carlo il Calvo, nell'852, dopo aver rinchiuso Pipino II di Aquitania in un monastero, aveva preso possesso del regno di Aquitania, i nobili aquitani, nell'853, poiché non gradivano come re Carlo il Calvo, inviarono messaggeri a Ludovico II il Germanico, per offrirgli la corona d'Aquitania, minacciando che se avesse rifiutato si sarebbero rivolti ai Vichinghi o ai Saraceni. Ludovico il Germanico designò, come re d'Aquitania, il figlio, Ludovico III il Giovane, che, nell'854 attaccò Carlo il Calvo, arrivando sino a Limoges. Lo spodestato re d'Aquitania, Pipino II di Aquitania ne approfittò per lasciare il monastero in cui era stato rinchiuso e raccogliere intorno a lui molti nobili che abbandonarono Ludovico il Giovane, che dovette rientrare in Baviera.
In quello stesso anno Carlo il Calvo fece incoronare re d'Aquitania, a Limoges, suo figlio, Carlo III il Bambino, che ebbe la sua residenza a Bourges. Ma i nobili Aquitani rifiutarono come re un bambino e continuarono ad appoggiare Pipino II; quindi, in pratica, l'Aquitania era governata da due re, Carlo III, quello ufficiale, nel nord e Pipino II, nel sud.
Carlo, non ancora quindicenne, seguendo il consiglio di Stefano, conte d'Alvernia, si sposò, nell'862, senza l'approvazione del padre (che non ne era a conoscenza), con una vedova (era la vedova di Umberto, conte di Bourges) di cui non si conosce né il nome, né gli ascendenti e da cui non ebbe eredi.
In seguito a questo matrimonio ebbe dei dissidi col padre che, nel corso dell'863, avocò a sé il regno d'Aquitania e sempre in quell'anno, il matrimonio fu annullato. Carlo fu reinsediato sul trono dal padre, nell'865, dopo che, nell'864, Pipino II, fallito un attacco, concordato coi Normanni, contro la città di Tolosa era stato catturato e condannato a morte (probabilmente non eseguita).
Carlo morì il 29 settembre 866 nei pressi di Buzançais, secondo gli Annales Bertiniani, fu colto da un attacco mortale di epilessia, malattia contratta alcuni anni prima. La sua morte è confermata anche nel Chronico Floriacensi apud Chesnium tomo 3 pag 355, riportata nel tomo VII dei Rerum Gallicarum et Francicarum Scriptores, dove è scritto che in quell'anno morirono due figli di Carlo il Calvo, l'abate Lotario e appunto Carlo. Carlo fu tumulato a Bourges, nell'église de Saint-Sulpice. Dopo la sua morte, il fratello Luigi il Balbo gli successe sul trono d'Aquitania.

## Discendenza
Di Carlo il Bambino non si conosce alcuna discendenza.

## Ascendenza
|                        |                   |                       | Genitori             |  |  | Nonni |  |  | Bisnonni   |  |  | Trisnonni       |  |
|                        |                   |                       |                      |  |  |       |  |  | Carlomagno |  |  | Pipino il Breve |  |
|                        |                   |                       |                      |  |  |       |  |  | Carlomagno |  |  | Pipino il Breve |  |
|                        |                   | Bertrada di Laon      |                      |  |  |       |  |  | Carlomagno |  |  |                 |  |
| Ludovico il Pio        |                   |                       |                      |  |  |       |  |  | Carlomagno |  |  |                 |  |
|                        |                   | Ildegarda             | Geroldo di Vintzgau  |  |  |       |  |  |            |  |  |                 |  |
|                        |                   | Ildegarda             | Geroldo di Vintzgau  |  |  |       |  |  |            |  |  |                 |  |
|                        |                   | Ildegarda             | Emma d'Alemannia     |  |  |       |  |  |            |  |  |                 |  |
| Carlo il Calvo         |                   | Ildegarda             |                      |  |  |       |  |  |            |  |  |                 |  |
|                        |                   | Guelfo I              | Ruthard              |  |  |       |  |  |            |  |  |                 |  |
|                        |                   | Guelfo I              | Ruthard              |  |  |       |  |  |            |  |  |                 |  |
|                        |                   | Guelfo I              | …                    |  |  |       |  |  |            |  |  |                 |  |
| Giuditta di Baviera    |                   | Guelfo I              |                      |  |  |       |  |  |            |  |  |                 |  |
|                        |                   | Hedwig di Baviera     | Isanbard             |  |  |       |  |  |            |  |  |                 |  |
|                        |                   | Hedwig di Baviera     | Isanbard             |  |  |       |  |  |            |  |  |                 |  |
|                        |                   | Hedwig di Baviera     | Thierdrada           |  |  |       |  |  |            |  |  |                 |  |
| Carlo III di Aquitania |                   | Hedwig di Baviera     |                      |  |  |       |  |  |            |  |  |                 |  |
|                        | Adriano d'Orléans | Geroldo di Vintzgau   |                      |  |  |       |  |  |            |  |  |                 |  |
|                        | Adriano d'Orléans | Geroldo di Vintzgau   |                      |  |  |       |  |  |            |  |  |                 |  |
|                        | Adriano d'Orléans | Emma d'Alemannia      |                      |  |  |       |  |  |            |  |  |                 |  |
| Oddone d'Orléans       | Adriano d'Orléans |                       |                      |  |  |       |  |  |            |  |  |                 |  |
|                        |                   | Waldrada d'Orléans    | Lamberto di Hornbach |  |  |       |  |  |            |  |  |                 |  |
|                        |                   | Waldrada d'Orléans    | Lamberto di Hornbach |  |  |       |  |  |            |  |  |                 |  |
|                        |                   | Waldrada d'Orléans    | …                    |  |  |       |  |  |            |  |  |                 |  |
| Ermentrude d'Orléans   |                   | Waldrada d'Orléans    |                      |  |  |       |  |  |            |  |  |                 |  |
|                        |                   | Leotardo II di Parigi | Begone di Tolosa     |  |  |       |  |  |            |  |  |                 |  |
|                        |                   | Leotardo II di Parigi | Begone di Tolosa     |  |  |       |  |  |            |  |  |                 |  |
|                        |                   | Leotardo II di Parigi | Alpais               |  |  |       |  |  |            |  |  |                 |  |
| Engeltrude di Fézensac |                   | Leotardo II di Parigi |                      |  |  |       |  |  |            |  |  |                 |  |
|                        |                   | Grimilde              | …                    |  |  |       |  |  |            |  |  |                 |  |
|                        |                   | Grimilde              | …                    |  |  |       |  |  |            |  |  |                 |  |
|                        |                   | Grimilde              | …                    |  |  |       |  |  |            |  |  |                 |  |
|                        |                   | Grimilde              |                      |  |  |       |  |  |            |  |  |                 |  |

### Fonti primarie
- (LA)  Monumenta Germanica Historica, tomus IX.
- (LA)  Annales Bertiniani.
- (LA)  Rerum Gallicarum et Francicarum Scriptores, tomus VII.

### Letteratura storiografica
- René Poupardin, I regni carolingi (840-918), cap. XIX, vol. II (L'espansione islamica e la nascita dell'Europa feudale) della Storia del Mondo Medievale, pp. 582–634.